# Walter Bauer (chimico)
Walter Hermann Bauer (Arnstadt, 12 febbraio 1893 – Darmstadt, 1968) è stato un chimico tedesco, responsabile del laboratorio della società Röhm & Haas impegnata nella sintesi del polimetilmetacrilato, meglio noto come nome commerciale di Plexiglas.

## Biografia
Studiò a Jena e Monaco, chimica e fisica. A Jena aderisce alla Landsmannschaft Hercynia (oggi Hercynia Jenensis et Hallensis Mainz).

## Premi e onorificenze
Per il suo lavoro sulla chimica dei materiali plastici viene nel 1962 insignito della Rudolf-Diesel-Medaille dalla Deutschen Instituts für Erfindungswesen (DIE).